# سفارة المغرب في مصر
سفارة المغرب في مصر هو الممثل الدبلوماسي الأول لدولة المغرب لدى مصر. تقع السفارة بالقاهرة العاصمة وهي تهدف لتعزيز المصالح المغربية في مصر.
محمد آيت وعلي هو السفير الحالي منذ 19 أكتوبر 2023.

## السفارة
تقع السفارة ب 10 شارع صلاح الدين، الزمالك بالقاهرة.

## سفراء المغرب في مصر
|    | السفير               | بداية الفترة   | تقديم أوراق الإعتماد      | نهاية الفترة   | ملوك المغرب              | رؤساء مصر                         |
| -- | -------------------- | -------------- | ------------------------- | -------------- | ------------------------ | --------------------------------- |
| 1  | عبد الخالق الطريس    | 1957           |                           | 1959           | محمد الخامس              | جمال عبد الناصر                   |
| 2  |                      |                |                           |                | محمد الخامس              | جمال عبد الناصر                   |
| 3  | عبد الخالق الطريس    | 19 يوليو 1961  | 19 يوليو 1961             |                | الحسن الثاني             | جمال عبد الناصر                   |
| 4  | احمد بن المليح       | يناير 1963     | 23 يناير 1963             | 1964           | الحسن الثاني             | جمال عبد الناصر                   |
| 5  | محمد العلمي          | أغسطس 1965     |                           |                | الحسن الثاني             | جمال عبد الناصر                   |
| 6  | يوسف بلعباس          |                | 7 فبراير 1966             | 1 مارس 1967    | الحسن الثاني             | جمال عبد الناصر                   |
| 7  | المهدي المراني زنطار | 19 أبريل 1967  | 26 نوفمبر 1967            |                | الحسن الثاني             | جمال عبد الناصر                   |
| 8  | عبد اللطيف العراقي   | 1 يناير 1971   |                           | 1979           | الحسن الثاني             | جمال عبد الناصر/محمد أنور السادات |
| 9  |                      |                |                           |                | الحسن الثاني             |                                   |
| 10 | محمد التازي          | 20 يناير 1988  | 2 مارس 1988 14 أبريل 1988 | 1990           | الحسن الثاني             | حسني مبارك                        |
| 11 | عبد اللطيف العراقي   | 5 فبراير.1991  | 18 مارس 1991 4 مايو 1991  | 1993           |                          | حسني مبارك                        |
| 12 | عبد اللطيف ملين      |                | 19 أكتوبر 1993            |                | الحسن الثاني/محمد السادس | حسني مبارك                        |
| 13 | علي أومليل           | 2001           |                           | 2003           | محمد السادس              | حسني مبارك                        |
| 14 | محمد فرج الدكالي     | 12 ديسمبر 2003 |                           | 10 فبراير 2013 | محمد السادس              | حسني مبارك/ محمد مرسي             |
| 15 | محمد سعد العلمي      | 9 مارس 2013    |                           | أكتوبر 2016    | محمد السادس              | عبد الفتاح السيسي                 |
| 16 | أحمد التازي          | 13 أكتوبر 2016 | 25 ديسمبر 2016            | 19 أكتوبر 2023 | محمد السادس              | عبد الفتاح السيسي                 |
| 17 | محمد آيت وعلي        | 19 أكتوبر 2023 |                           |                | محمد السادس              | عبد الفتاح السيسي                 |

## المغاربة المقيمين في مصر
في عام 2019، بلغ عدد الجالية المغربية في مصر 9066 مواطنا بحسب الوزارة المنتدبة لدى وزارة الشؤون الخارجية والتعاون الدولي المكلفة بالمغاربة المقيمين بالخارج وشؤون الهجرة.